# Gómez (Nueva Esparta)
Pour les articles homonymes, voir Gómez.
Gómez est l'une des onze municipalités de l'État de Nueva Esparta au Venezuela, située sur l'île de Margarita. Son chef-lieu est Santa Ana. En 2011, la population s'élève à 40 409 habitants.

## Géographie

### Subdivisions
La municipalité possède quatre paroisses civiles et une parroquia capital, traduite ici par « capitale » (en italiques et suivie d'une astérisque) avec, chacune à sa tête, une capitale (entre parenthèses) :
- Bolívar (El Maco) ;
- Capitale Gómez * (Santa Ana) ;
- Guevara (Tacarigua) ;
- Matasiete (Pedro González) ;
- Sucre (Altagracia).